# Washington Square Village
Pour les articles homonymes, voir Washington Square.
Le Washington Square Village est un grand ensemble d'immeubles situé dans le quartier de Greenwich Village, dans l'arrondissement de Manhattan, à New York. Le projet fut initié par Paul Tishman et Morton S. Wolf et dessiné par S.J. Kessler and Sons. Il contient 1292 appartements répartis dans deux barres et appartient à l'université de New York (New York University, ou NYU). Il héberge des professeurs et des étudiants de l'établissement.